# Stemmops questus
Stemmops questus är en spindelart som beskrevs av Levi 1955. Stemmops questus ingår i släktet Stemmops och familjen klotspindlar. Inga underarter finns listade i Catalogue of Life.